# Physella lordi
Physella lordi är en snäckart som först beskrevs av Baird 1863.  Physella lordi ingår i släktet Physella och familjen blåssnäckor. Inga underarter finns listade i Catalogue of Life.